# Stamboom Leonore van Oranje-Nassau (2006)
| Grootouders                      | Claus van Amsberg (1926-2002) x 1966 Beatrix van Oranje-Nassau (1938)    | Laurens Jan Brinkhorst (1937) x Jantien Heringa (1935)                   |
| Ouders                           | Constantijn van Oranje-Nassau (1969) x 2001 Laurentien Brinkhorst (1966) | Constantijn van Oranje-Nassau (1969) x 2001 Laurentien Brinkhorst (1966) |
| Leonore van Oranje-Nassau (2006) |                                                                          |                                                                          |